# Regio XI Transpadana
La Regio XI Transpadana fue una de las regiones en las que Augusto subdividió la Italia romana. Limitaba al sur con la Regio IX Liguria, al este con la Regio X Venetia et Histria, al norte con la provincia de Recia y al oeste con las provincias de los Alpes Cottiae, los Alpes Poenninae y los Alpes Maritimae. Su capital fue Mediolanum (Milán, Italia).

## Historia
La Regio XI Transpadana estuvo habitada desde la Antigüedad, mucho antes de la conquista romana. Se han encontrado importantes hallazgos paleolíticos en las áreas del Vercellese, Novarese, Comasco y Varesotto. Hallazgos mesolíticos también se han encontrado en el área de la ciudad de Varese. Mucho más generalizados son los hallazgos que datan del Neolítico: los adornos más importantes son atribuibles a la cultura de los jarrones de boca cuadrada, mientras que otros hallazgos de este período prehistórico se han descubierto en Valle de Susa, Valle de Aosta y en el Novarese, donde se encontró un sitio neolítico destinado al procesamiento del pedernal astillado.
Del Calcolítico, los descubrimientos arqueológicos en el Valle de Aosta son notables, en los que se destaca el área megalítica de Saint-Martin de-Corléans. También son importantes los adornos contemporáneos que se encuentran en Valtellina, en los valles de Bérgamo y en Brianza
Desde la Edad del Bronce, los hallazgos relacionados con las viviendas del lago de Varese, el lago Viverone y el área del Torinese son notables, y este último es atribuible a un período que comenzó en el Neolítico. Se han descubierto otros hallazgos de la misma edad en los alrededores de la ciudad de Turín, en el Valle de Susa, en Arona, en el área de Biella y en el Valle de Aosta.
De la Edad del Hierro se conoce la cultura de Golasecca, cuyos dos epicentros y áreas principales son las de Sesto Calende, Castelletto sopra Ticino y Golasecca, de ahí el nombre de esta. Otros hallazgos relacionados con esta cultura prehistórica se han encontrado en el Cantón de Ticino. Después de la Edad del Hierro, en la región tuvo lugar el asentamiento de algunos pueblos galos. La Galia Cisalpina fue conquistada por los romanos entre los siglos III y II a. C., después de lo cual comenzó a romanizarse. La romanización de la parte de la Galia Cisalpina situada entre la zona al norte del valle del Po y los  Alpes se completó en la época de Augusto.
Los antiguos romanos no persiguieron la asimilación forzada de las poblaciones de la Galia Cisalpina, sino que permitieron a los habitantes continuar profesando su religión, usar su idioma y mantener sus tradiciones. La romanización de la zona, por lo tanto, tuvo lugar gradualmente, hasta ser definitivamente anexada al territorio de la Italia romana en el 42 a. C., tras la Lex Roscia del 49 a. C., que otorgó la plena ciudadanía romana a todas las ciudades cisalpinas.

## Recursos económicos
La economía de la Regio XI Transpadana se basaba principalmente en una agricultura caracterizada por abundantes cosechas, y en una intensa actividad minera que se encontraba principalmente en el Valle de Aosta y en los alrededores de Ivrea y Vercelli.

## Defensa y ejército
La Regio XI Transpadana también fue importante desde un punto de vista estratégico: desde ella era posible controlar los valles del sector septentrional de los Alpes y los pasos relativos.

## Vías de comunicación
Entre las calzadas romanas más importantes de la Regio XI Transpadana se encontraba la Vía Mediolanum-Verbannus, que se remonta a un período comprendido entre el final de la edad republicana y las primeras décadas de la era imperial, y que unía Mediolanum (moderno Milán) con Verbannus Lacus (Lago Verbano o Lago Maggiore). Este camino, destinado al transporte terrestre, se complementaba con vías fluviales, cuyo eje principal era el río Olona. Al sur de Somma Lombardo (lat. Summa) la Vía Severiana Augusta cruzó transversalmente otra importante vía romana que conectaba Novara (lat. Novaria) a Como (lat. Comum), la Vía Novaria-Comum.
Otras calzadas importantes fueron la Vía Gallica, que comenzó en Mestracum y terminó en Augusta Taurinorum, la Vía delle Gallie, que conectaba Ivrea (Eporedia) con Lyon (Lugdunum) a través del Valle de Aosta y cruzando los Alpes por el paso del Gran San Bernardo, la vía que unía Milán con Monginevro, el camino que conducía desde Milán a Recia, la carretera de Turín a Tortona, y la Vía Spluga, que unía Milán con el puerto del Spluga, pasando a través de Lecco (lat. Leucera) y Monza (lat. Modicia).
Otras calzadas relevantes que cruzaban la Regio XI Transpadana eran la vía Emilia, que conectaba Ariminum con Augusta Pretoria, la Vía Regina, que conectaba Mediolanum con Valtellina pasando por Comum, y la vía Mediolanum-Ticinum (de Milán a Pavía). La red vial romana de la Regio XI Transpadana se completó con caminos secundarios que llegaban a las ciudades y asentamientos más pequeños.